# Crypteronia elegans
Crypteronia elegans är en tvåhjärtbladig växtart som beskrevs av J.T. Pereira och K.M. Wong. Crypteronia elegans ingår i släktet Crypteronia och familjen Crypteroniaceae. Inga underarter finns listade i Catalogue of Life.